# Амиэль, Стефани
Стефани Амиэль (англ. Stephanie Anne Amiel, Lady Alberti, род. 17 октября 1954, Фарнборо, Большой Лондон) — британский врач и учёный, специализируется на сахарном диабете 1 типа. С 1995 года она была профессором диабетической медицины Р. Д. Лоуренса в Королевском колледже Лондона и консультантом в больнице Королевского колледжа.

## Ранние годы и образование
Амиэль родилась 17 октября 1954 года в Фарнборо, графство Кент, Англия. Она получила образование в Бастонской школе для девочек, независимой школе для девочек в Кенте. Она училась в Медицинской школе больницы Гая, получив степень бакалавра наук (BSc) в 1975 году и степень бакалавра медицины, бакалавра хирургии (MBBS) в 1978 году. Позже она провела исследования для получения степени доктора медицины (MD), которую получила в 1988 году.

## Академическая карьера
С 1983 по 1986 год Амиэль была научным сотрудником Йельского университета. В Йельском университете она проводила исследования диабета под руководством профессоров Уильяма В. Тамборлейна и Роберта Стэнли Шервина. Затем она вернулась в Англию и была научным сотрудником и почётным старшим регистратором в больнице Святого Варфоломея в лондонском Сити с 1986 по 1989 год. С 1989 по 1995 год она была старшим лектором и почётным консультантом в больнице Гая в лондонском районе Саутуарк. В мае 1995 года она перешла в Королевский колледж Лондона в качестве профессора диабетической медицины Р. Д. Лоуренса. Она также является врачом-консультантом диабетической службы в больнице Королевского колледжа NHS Foundation Trust.
Исследования Амиэль по-прежнему сосредоточены на сахарном диабете 1 типа. Как практикующий врач она специализируется на интенсивной инсулинотерапии, инсулиновых помпах и сахарном диабете у беременных. Её научные интересы включают диабетическую гипогликемию, трансплантацию островковых клеток, а также диабет и психическое здоровье.

## Личная жизнь
В 1998 году Амиэль вышла замуж за британского врача сэра Джорджа Альберти. В результате брака Стефани стала мачехой троим пасынкам.

## Избранные труды
- Amiel, S. A. (February 2001). Islet transplantation. Diabetic Medicine. 18 (2): 77. doi:10.1046/j.1464-5491.2001.00502.x. PMID 11251670.
- Amiel, S. A. Hypoglycemia in Type 1 Diabetes // Type 1 diabetes: etiology and treatment / S. A. Amiel, K. Matyka. — Totowa, N.J. : Humana Press, 2003. — P. 321–343. — ISBN 978-0-89603-931-5.
- Amiel, S. A.; Blott, M. (25 июня 2004). A Randomized Trial Evaluating a Predominantly Fetal Growth-Based Strategy to Guide Management of Gestational Diabetes in Caucasian Women: Response to Schaefer-Graf et al. Diabetes Care. 27 (7): 1848, author reply 1848–9. doi:10.2337/diacare.27.7.1848. PMID 15220290.
- Mathiesen, E. R.; Kinsley, B.; Amiel, S. A.; Heller, S.; McCance, D.; Duran, S.; Bellaire, S.; Raben, A. (28 марта 2007). Maternal Glycemic Control and Hypoglycemia in Type 1 Diabetic Pregnancy: A randomized trial of insulin aspart versus human insulin in 322 pregnant women. Diabetes Care. 30 (4): 771–776. doi:10.2337/dc06-1887. PMID 17392539.
- Amiel, S. A.; Dixon, T.; Mann, R.; Jameson, K. (March 2008). Hypoglycaemia in Type 2 diabetes. Diabetic Medicine. 25 (3): 245–254. doi:10.1111/j.1464-5491.2007.02341.x. PMC 2327221. PMID 18215172.
- Amiel, S. A.; Cryer, P. E. (26 февраля 2009). Attenuated Sympathoadrenal Responses, but Not Severe Hypoglycemia, During Aggressive Glycemic Therapy of Early Type 2 Diabetes. Diabetes. 58 (3): 515–517. doi:10.2337/db08-1647. PMC 2646046. PMID 19246599.
- Amiel, S. A. (28 июля 2009). Hypoglycemia: From the Laboratory to the Clinic. Diabetes Care. 32 (8): 1364–1371. doi:10.2337/dc09-0113. PMC 2713613. PMID 19638523.
- Amiel, S. A. (April 2014). A life in balance: wandering the pathways of control. Diabetic Medicine. 31 (4): 382–392. doi:10.1111/dme.12351. PMID 24765675.
- Amiel, Stephanie A; Pursey, Nancy; Higgins, Bernard; Dawoud, Dalia (26 августа 2015). Diagnosis and management of type 1 diabetes in adults: summary of updated NICE guidance. BMJ. 351: h4188. doi:10.1136/bmj.h4188. PMID 26311706.
- Thabit, Hood; Leelarathna, Lalantha; Wilinska, Malgorzata E.; Elleri, Daniella; Allen, Janet M.; Lubina-Solomon, Alexandra; Walkinshaw, Emma; Stadler, Marietta; Choudhary, Pratik; Mader, Julia K.; Dellweg, Sibylle; Benesch, Carsten; Pieber, Thomas R.; Arnolds, Sabine; Heller, Simon R.; Amiel, Stephanie A.; Dunger, David; Evans, Mark L.; Hovorka, Roman (November 2015). Accuracy of Continuous Glucose Monitoring During Three Closed-Loop Home Studies Under Free-Living Conditions. Diabetes Technology & Therapeutics. 17 (11): 801–807. doi:10.1089/dia.2015.0062. PMC 4649721. PMID 26241693.
- Naidu, Vasanth Venkat; Ismail, Khalida; Amiel, Stephanie; Kohli, Reena; Crosby-Nwaobi, Roxanne; Sivaprasad, Sobha; Stewart, Robert; Lewin, Alfred S (15 января 2016). Associations between Retinal Markers of Microvascular Disease and Cognitive Impairment in Newly Diagnosed Type 2 Diabetes Mellitus: A Case Control Study. PLOS ONE. 11 (1): e0147160. Bibcode:2016PLoSO..1147160N. doi:10.1371/journal.pone.0147160. PMC 4714814. PMID 26771382.
- Winkley, Kirsty; Stahl, Daniel; Chamley, Mark; Stopford, Rosanna; Boughdady, Monica; Thomas, Stephen; Amiel, Stephanie A; Forbes, Angus; Ismail, Khalida (January 2016). Low attendance at structured education for people with newly diagnosed type 2 diabetes: General practice characteristics and individual patient factors predict uptake. Patient Education and Counseling. 99 (1): 101–107. doi:10.1016/j.pec.2015.08.015. PMID 26319362.